# Irondro
Irondro est un village à Madagascar. Il se situe sur la Route Nationale 12A et marque le carrefour entre les routes qui ménent à Manakara, Mananjary (RN 25) et Ranomafana.

## Géographie
Le village se situe à 59 km de Mananjary et 118 km de Manakara.
Les villes les plus proches sont:
Sanafotahina 5,5 km
Malomalotra 5,56 km
Vohipotsy 6,54 km
Antsenavolo 6,9 km
Vohibiavy 8,18 km
Sahasondroka 9,43 km
Sahasondraka 9,89 km
Ambinanylalangy 10,13 km
Mavogisa 10,52 km
Ankaranila 10,61 km

## Liens Externes
- Photos d'Irondro
- Photos d'Irondro